# Pont Flotant
El Pont Flotant és un grup de teatre valencià fundat per Àlex Cantó, Joan Collado, Jesús Muñoz i Pau Pons.
El grup ha estrenat set espectacles des de 2002, destacant Com a pedres (2006),Exercisis d'amor (2009),Algunes persones bones (2011), Yo de mayor quiero ser Fermín Jiménez (2013) i El fill que vull tindre (2016). Han actuat en gran part del territori nacional i part del territori llatinoamericà, i han rebut diversos reconeixements, entre els quals destaquen el Premi Max a Millor Autoria en 2023 per la seua obra Eclipse, i les nominacions a Espectacle Revelació de 2007 i 2015.

## Premis i reconeixements
La companyia ha estat guardonada amb diversos premis i reconeixements, incloent-hi:
- Millor espectacle de teatre per Eclipse Total. Premis IVC 2022[4]
- Premi del públic per Eclipse Total. FIOT 2022[5]